# Creontiades rubrinervis
Creontiades rubrinervis är en insektsart som först beskrevs av Carl Stål 1862.  Creontiades rubrinervis ingår i släktet Creontiades och familjen ängsskinnbaggar. Inga underarter finns listade i Catalogue of Life.